# Malte Jakschik
Malte Jakschik (ur. 3 sierpnia 1993 w Bonn) – niemiecki wioślarz, srebrny medalista igrzysk olimpijskich, trzykrotny mistrz świata, sześciokrotny mistrz Europy.

## Igrzyska olimpijskie
Na igrzyskach zadebiutował w 2016 roku w Rio de Janeiro. Wziął udział w konkurencji ósemek. W składzie osady znaleźli się także: Maximilian Munski, Andreas Kuffner, Eric Johannesen, Maximilian Reinelt, Felix Drahotta, Richard Schmidt, Hannes Ocik i Martin Sauer jako sternik. W eliminacjach wygrali swoje regaty, przez co awansowali bezpośrednio do finału. Tam zajęli drugie miejsce, zdobywając srebrny medal. Do brytyjskiej osady stracili 1,33 sekundy.